# Čerević
Čerević (cyr. Черевић) – wieś w Serbii, w Wojwodinie, w okręgu południowobackim, w gminie Beočin. W 2011 roku liczyła 2800 mieszkańców.